# اصغر نقی‌زاده
اصغر نقی‌زاده (زاده ۱۳۴۱ در تهران) بازیگر تئاتر، سینما و تلویزیون اهل ایران است.

## زندگی
پدر اصغر نقی زاده با نام پهلوان سال‌ها در باشگاه بانک ملی در خیابان فردوسی مشغولِ کار بود، پدرش مردی مذهبی و اهل زورخانه بود. اصغر نقی‌زاده دارای مدرک دیپلم اقتصاد با فعالیت در فیلم توبه نصوح به‌طور حرفه‌ای وارد سینما شد و بعدها توانست در فیلم‌های دیگری چون مهاجر و سپس آژانس شیشه‌ای، خاکستر سبز، از کرخه تا راین، گاهی به آسمان نگاه کن و… بازی کند. وی عمدتا تیپ مرد مذهبی شوخ طبع را ایفا کرده است. او در دوازدهمین دوره جشنواره فجر نامزد بهترین نقش دوم مرد برای بازی در فیلم خاکستر سبز شد

## آثار

### سینمایی
- زندانی‌ها (۱۳۹۸)
- ‌یک نفر از میان ما (۱۳۹۷)
- ع ش ق (۱۳۹۳)
- معراجی‌ها (۱۳۹۲)
- سلام بر فرشتگان (۱۳۸۹)
- گزارش یک جشن (۱۳۸۹)
- دیگری (۱۳۸۸)
- ده رقمی (۱۳۸۷)
- کلبه (۱۳۸۷)
- به خاطر خواهرم (۱۳۸۶)
- دست‌های خالی (۱۳۸۵)
- گاهی به آسمان نگاه کن (۱۳۸۱)
- شب برهنه (۱۳۸۰)
- مردی از جنس بلور (۱۳۷۷)
- آژانس شیشه‌ای (۱۳۷۶)
- سرزمین خورشید (۱۳۷۵)
- خاکستر سبز (۱۳۷۲)
- از کرخه تا راین (۱۳۷۱)
- وصل نیکان (۱۳۷۰)
- چشم شیشه‌ای (۱۳۶۹)
- مهاجر(۱۳۶۸)

### تلویزیونی
- زیرخاکی ۴ (۱۴۰۲)
- مسافران شهر (١۴٠١)
- زیرخاکی ٣ (١۴٠١)
- برنامه درجه یک  (۱۴۰۰)
- موج اول (١۴٠٠)
- زیرخاکی ٢ (١۴٠٠)
- دادستان (١٣٩٩)
- زیرخاکی (۱۳۹۹)
- معراجی‌ها (۱۳۹۲)
- وضعیت سفید (۱۳۹۰)
- مدرسهٔ ما (۱۳۸۸)
- کیلومتر ۱۴ (۱۳۸۷)
- سلام (۱۳۸۶)
- بچه‌های هور (۱۳۸۴)
- رقص پرواز (۸۴-۱۳۸۳)
- خوش‌غیرت (۱۳۸۳)
- خوش‌رکاب (۱۳۸۱)
- تب (۱۳۸۰)
- سرزمین خورشید
- از رئیس‌جمهور پاداش نگیرید
- به خاطر خواهرم

## جوایز
- نامزد سیمرغ بلورین بهترین بازیگر نقش مکمل مرد در دوازدهمین دوره جشنواره فجر